# آني تشابمان
آن تشابمان (بالإنجليزية: Annie Chapman)‏(اسم الولادة: إليزا آن سميث؛ 25 سبتمبر 1840 – 8 سبتمبر 1888)، هي الضحية الثانية المؤكدة للقاتل المتسلسل المجهول سيء السمعة جاك السفاح، الذي قتل وشوّه جثث ما لا يقل عن خمس نساء في منطقتي وايت تشابل وسبيتالفيلدز في لندن من أواخر أغسطس إلى أوائل نوفمبر 1888.
على الرغم من أن جرائم القتل السابقة المرتبطة بجاك السفاح (الذي كان يُعرف آنذاك باسم "قاتل وايت تشابل") قد حظيت باهتمام كبير من الصحافة والجمهور، إلا أن جريمة قتل آني تشابمان تسببت في حالة من الذعر في شرق لندن، مما وضع الشرطة تحت ضغط متزايد للقبض على الجاني.

## مقتلها
في 8 سبتمبر وقبل الساعة 5:00 صباحًا بقليل، توجه جون ريتشاردسون ابن أحد سكان المنزل رقم 29 في شارع هانبري، إلى الفناء الخلفي للتأكد من أن القبو المقفل ما زال مغلقًا ولإزالة قطعة جلدية متهالكة من حذائه. وبعد أن تحقق من سلامة القفل، جلس على درجات الفناء الخلفي لقص الجلد من حذائه، ولم يلاحظ أي أمر غير اعتيادي. غادر المنزل بعد حوالي ثلاث دقائق عبر الباب الأمامي، دون أن يتجاوز الدرجات المؤدية إلى الفناء الخلفي.
بحلول الساعة 5:15 صباحًا، دخل ألبرت كادوش، أحد مستأجري المنزل رقم 27 في شارع هانبري، إلى فناء منزله لاستخدام المرحاض. وفقًا لإفادته للشرطة، سمع كادوش صوت امرأة تقول: "لا، لا!" متبوعًا بصوت اصطدام بجدار السياج الذي يفصل بين الفناءين الخلفيين للمنزلين 27 و29. لم يقم كادوش بالتحقق من مصدر هذه الأصوات.
قُبيل الساعة 6:00 صباحًا، اكتشف جون ديفيس، أحد المقيمين المسنين في المنزل رقم 29، جثة آني تشابمان المشوهة في الفناء الخلفي. لاحظ ديفيس أن الباب الأمامي كان مفتوحًا، بينما كان الباب الخلفي مغلقًا. وُجدت الجثة ملقاة بالقرب من مدخل الفناء، على بُعد حوالي 15 سم من درجات المنزل. أبلغ ديفيس ثلاثة رجال: جيمس غرين، جيمس كينت، وهنري هولاند، الذين انطلقوا إلى شارع كوميرشال لإبلاغ الشرطة، بينما توجه ديفيس إلى أقرب مركز شرطة.

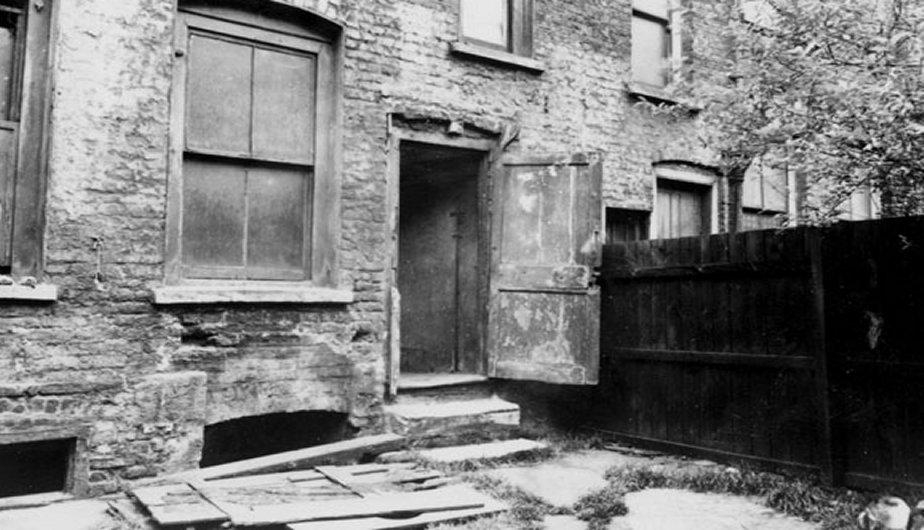
مدخل ساحة 29 شارع هانبيري. حيث عثر على جثة تشابمان ملقاة بشكل موازٍ للسياج، ورأسها يلامس تقريبًا الدرج الخلفي لهذا العقار، في 8 سبتمبر 1888.

عند زاوية شارع هانبري، التقوا بالمفتش جوزيف لونيس تشاندلر وأخبروه عن الجريمة: "تم قتل امرأة أخرى!" تبعهم تشاندلر إلى مكان الجريمة، ثم طلب حضور الجراح الشرعي الدكتور جورج باغستر فيليبس وعدد من رجال الشرطة. وصلت تعزيزات الشرطة سريعًا وتم تأمين الممر المؤدي إلى الفناء لتسهيل وصول الدكتور فيليبس، الذي وصل حوالي الساعة 6:30 صباحًا.
ربط الدكتور فيليبس سريعًا بين مقتل تشابمان ومقتل ماري آن نيكولز في 31 أغسطس. كان كلاهما ضحية لجرح عميق في الحلق من اليسار إلى اليمين، تلاه تشويه في البطن باستخدام شفرة مشابهة. كما لاحظ ست بقع دم متناثرة على جدار المنزل بين الدرج وسياج العقارين، بعضها على ارتفاع 45 سم عن الأرض.
بالقرب من الجثة، وُجدت متعلقات شخصية مثل حبتين دوائيتين وصفتا لعلاج حالتها الرئوية، جزء من مغلف ممزق، قطعة قماش صغيرة، ومشط. كما عُثر على مئزر جلدي مغمور جزئيًا في طبق ماء بالقرب من صنبور الفناء.
ذكرت تقارير صحفية آنذاك العثور على عملتين معدنيتين صغيرتين قرب الجثة، رغم أن هذا لم يُذكر في سجلات الشرطة الرسمية. أشار المفتش إدموند ريد في تحقيق عام 1889 إلى هذه العملات، كما ذُكرت لاحقًا في مذكرات الميجور هنري سميث، المفوض المؤقت لشرطة المدينة. إلا أن مذكرات سميث، المكتوبة بعد عشرين عامًا، تُعتبر غير موثوقة ومبالغًا فيها دراميًا.

## وصلات خارجية
- كتيب: جاك السفاح